# Ferro fundido
O ferro fundido é uma liga de ferro em mistura eutética com elementos à base de carbono e silício. Forma uma liga metálica de ferro, carbono (a partir de 2,11% a 6,67%), silício (entre 1 e 4%), podendo conter outros elementos químicos. Sua diferença para o aço é que este também é uma liga metálica formada essencialmente por ferro e carbono, mas com percentagens entre 0,008 e 2,11%.
Os ferros fundidos dividem-se em três tipos principais: branco, cinzento e nodular.

## Ferro fundido cinzento
Entre os ferros fundidos, o cinzento é o mais comum, devido às suas características como baixo custo (em geral é fabricado a partir de sucata); elevada usinabilidade, devida à presença de grafita livre em sua microestrutura; Alta fluidez na fundição, permitindo a fundição de peças com paredes finas e complexas; e facilidade de fabricação, já que não exige equipamentos complexos para controle de fusão e solidificação.
Este tipo de material é utilizado em larga escala pela indústria de máquinas e equipamentos, indústria automobilística, ferroviária, naval e outras. A presença de veios de tipos de matriz metálica (variações nos teores de perlita e cementita). Podem ser submetidos a tratamentos térmicos para endurecimento localizado, porém, em geral, são utilizados principalmente no estado bruto de fundição, podendo ainda ser normalizado ou recozido, por tratamento térmico.

## Ferro fundido branco
Formado por uma taxa de resfriamento mais alta, o ferro fundido branco é menos comum que o ferro fundido cinzento, o branco é utilizado em peças em que se necessite elevada resistência à abrasão, alta dureza e baixa ductilidade.
Este tipo de ferro fundido não possui grafita livre em sua microestrutura. Neste caso o carbono encontra-se combinado com o ferro (em forma de cementita), resultando em elevada dureza e elevada resistência a abrasão. Praticamente não pode ser usinado. A peça deve ser fundida diretamente em suas formas finais ou muito próximo delas, a fim de que possa ser usinada por processos de abrasão com pouca remoção de material. É utilizado na fabricação de equipamentos para a moagem de minérios, pás de escavadeiras e outros componentes similares.
O ferro fundido branco divide-se em hipoeutéticos, eutéticos e hipereutéticos, de acordo com a porcentagem de carbono equivalente.

## Ferro fundido nodular
O ferro fundido nodular é uma classe de ferro fundido onde o carbono (grafite) junto com cementita e outros que permanece livre na matriz metálica, porém em forma solida e de visualidade circular. Este formato do grafite faz com que a ductilidade seja superior, conferindo aos materiais características que o aproximam do aço. A presença das esferas ou nódulos de grafite mantém as características de boa usinabilidade e razoável estabilidade dimensional. Seu custo é ligeiramente maior quando comparado ao ferro fundido cinzento, devido às estreitas faixas de composição químicas utilizadas para este material.
O ferro fundido nodular é utilizado na indústria para a confecção de peças que necessitem de maior resistência a impacto em relação aos ferros fundidos cinzentos, além de maior resistência à tração e resistência ao escoamento, característica que os ferros fundidos cinzentos comuns não possuem à temperatura ambiente.
- Propriedades mecânicas dos nodulares: boa resistência mecânica à tração, boa ductilidade e resiliência, boa resistência à compressão.

## Ferro fundido maleável
- Propriedades mecânicas dos maleáveis: alta resistência mecânica, maior ductilidade e resiliência em relação ao ferro fundido branco, boa resistência à compressão, fluidez no estado líquido o que permite a produção de peças complexas e finas.

A obtenção é feita a partir do ferro fundido branco e um tratamento térmico chamado maleabilização, a peça do ferro branco fica submetido a uma temperatura de 900° a 1000° durante 30 horas, com todo seu meio de trajeto.
Aplicações: conexão para tubulações, sapatas de freios, caixas de engrenagens, cubos de rodas, bielas, alças de caixões etc.

## Ferro fundido austemperado
- Propriedades mecânicas dos austemperados: alta tenacidade e resistência mecânica à tração duas vezes superior ao nodular, e ductilidade igual aos nodulares, fácil usinabilidade.